# Björksäter
Björksäter är en bebyggelse nordväst om Märsta i Sigtuna kommun. Sedan 2020 avgränsar SCB här en småort.